# Santa Cruz (Dzilam González)
Santa Cruz es una localidad del municipio de Dzilam González en el estado de Yucatán, México.

## Toponimia
El nombre (Santa Cruz) hace referencia a la Vera Cruz.

## Hechos históricos
- En 1910 cambia su nombre de Chun-Yaxnic a Chunyaxnic. Pasa del municipio de Dzilam de Bravo a Dzilam González.

## Demografía
Según el censo de 2005 realizado por el INEGI, la población de la localidad era de 1 habitantes.
| 11                          | 10 | ? | ? | 3 | 1 | 0 | 0 | 5 | 0 | ? | 0 | 1 |
| (Fuente: INEGI [Consultar]) |    |   |   |   |   |   |   |   |   |   |   |   |